# Thermes de Petriolo
Les Thermes de Petriolo (en italien : Terme di Petriolo ou Bagni di Petriolo) sont basés sur une source thermale toscane. L'emplacement se trouve dans la vallée de l'Ombrone, le long du cours de la rivière Farma, à la frontière entre les municipalités de Monticiano et Civitella Paganico, respectivement dans la province de Sienne et la province de Grosseto.

## Histoire
Les thermes de Petriolo étaient déjà connus depuis l'époque romaine, à tel point qu'ils ont été mentionnés dans un discours de Cicéron et dans une épigramme de Martial ; de plus, des vestiges de l'époque étrusque et romaine ont été trouvés dans la région. Cependant, le toponyme actuel remonte au XIIIe siècle.
À l'époque de la Renaissance, et plus précisément au début du XVe siècle, le premier complexe thermal en maçonnerie a été construit, face à la rive Nord de la Farma, sur la commune de Monticiano. La structure a un aspect fortifié, avec des murs en pierre et une loggia. À la Renaissance, les thermes assumèrent un prestige considérable, à tel point que certaines personnalités de la maison de Médicis et Gonzaga s'y rendirent (dont Alessandro Gonzaga, qui souffrait de rachitisme), ainsi que le pape Pie II.
En 1907, Petriolo a été inclus dans la publication du ministère de l'Intérieur concernant la liste officielle des eaux minérales d'Italie.

## Caractéristiques
Les eaux thermales s'écoulent à une température de 43 °C le long d'un tronçon de la rivière Farma et se caractérisent par la présence de sulfure d'hydrogène, avec une concentration sulfurométrique de 21 milligrammes par litre. Sont également présents le dioxyde de carbone libre, le calcium, le fluor et les ions chlorure, sulfate et bicarbonate.
Les sources thermales peuvent être utilisées à la fois librement et dans les établissements thermaux bien équipés avec des installations hôtelières annexes.

## Galerie

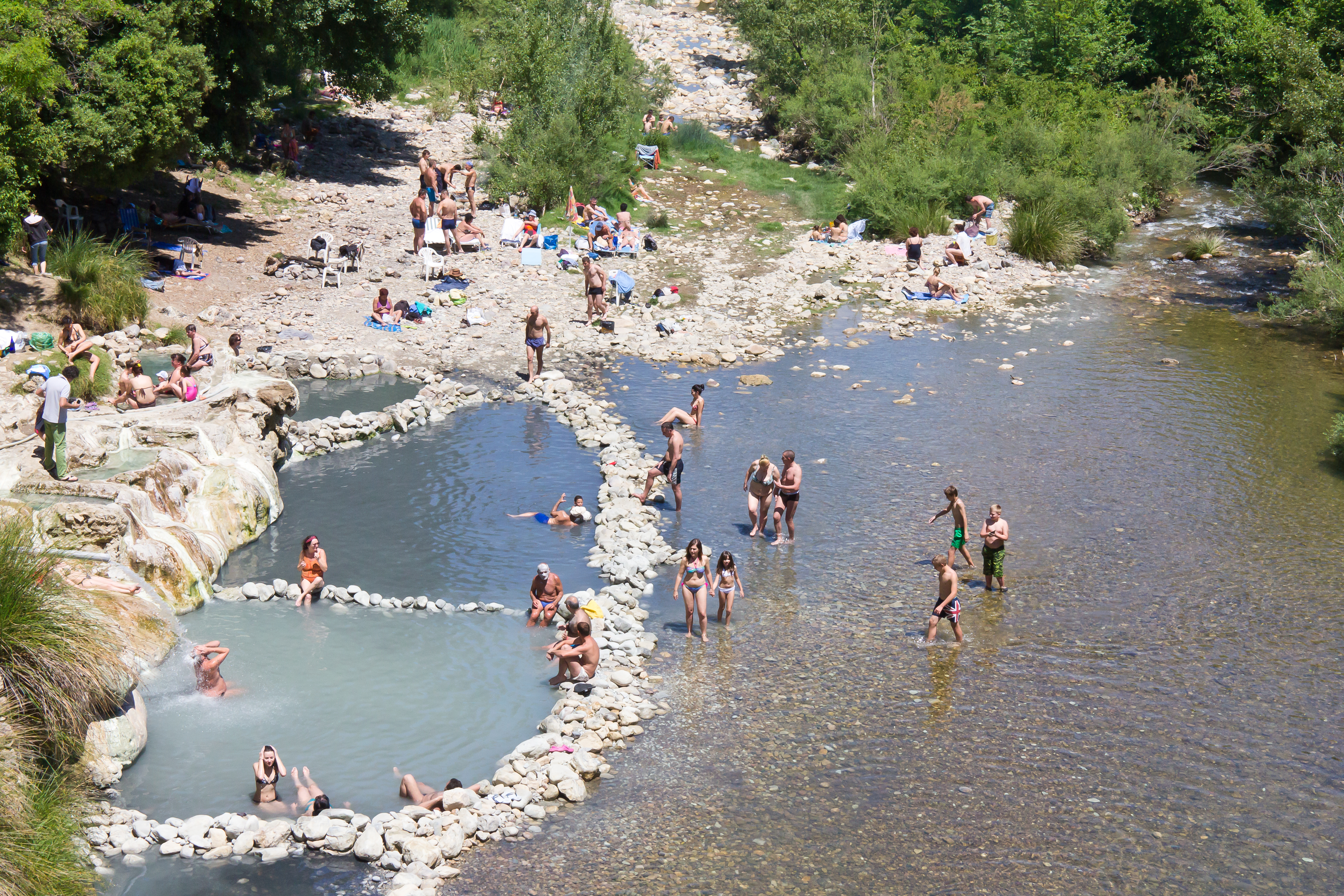
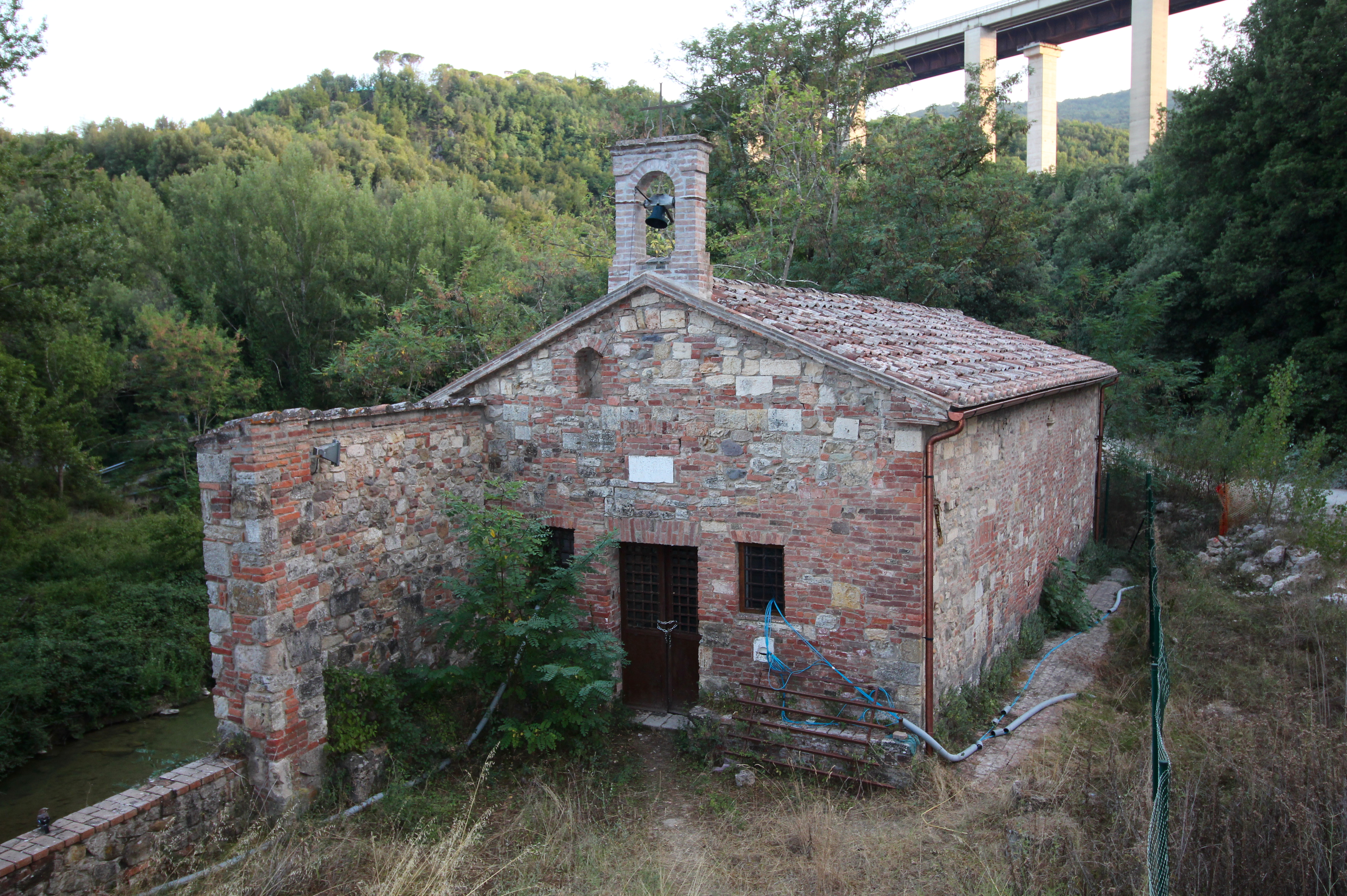